# Дом здравља Беочин
Дом здравља  „Др Душан Савић Дода" је здравствена установа у државној својини, чији је оснивач Град Беочин, а у којој се обавља здравствена делатност на примарном нивоу у складу са Законом о здравственој заштити и Уредбом Владе Републике Србије о мрежи здравствених установа. Са седам организационих јединица обезбеђује примарну заштиту за подручје Општине Беочин.
Према подацима за 2007. годину Дом здравља је за 17.800 грађана Општине Беочин обавио 150.000 лекарских прегледа, 100.000 осталих медицинских услуга и дијагностичких претрага, а Служба Апотеке издала је преко 120.000 лекова на рецепт.

## Положај и размештај
Седиште Дома здравља  „Др Душан Савић Дода" је у средишњем делу Беочина у улици Светосавска бб, у општини Беочин која територијално припада Срему, а административно Јужнобачком округу  у централном делу Војводине.  
Већим делом Дом је смештен у модерном пословни објекат површине 1.500 м2  у коме се остварују све делатности. Дома здравља изузев физикалне медицине и рехабилитације и медицине рада које се проводе у Амбуланти  Lafarge у склопу фабрике цемента.
Како би своје услуге приближио корисниицима Дом здравља је другим делом размешетен у следећим здравственим станицама, односно амбулантама:
- Здравствена станица Черевић са ординацијом опште медицине, стоматологије и Апотекарском станицом,
- Здравствена станица Сусек са ординацијом опште медицине, стоматологије и Апотекарском станицом,
- Амбуланта Раковац у којој ординира лекар опште медицине,
- Амбуланта Баноштор у којој ординира лекар опште медицине,
- Абуланта Луг у којој ординира лекар опште медицине.

## Задаци
Основни задаци дома здравља су:
- идентификација главних здравствених проблема појединаца, заједнице, животне и радне околине и решавање најважнијих и најчешћих здравствених потреба становништва;
- избор приоритета и спровођење приоритетне здравствене заштите;
- организовање, подстицање, усмеравање и координирање активности самозаштите и узајамне заштите, односно обезбеђивање активног учешћа појединца, породице и заједнице у планирању и спровођењу здравствене заштите;
- обезбеђивање сарадње здравствене делатности и нездравствених сектора у заједници у којој људи бораве, живе и раде, што значи сарадња са појединцима, њиховим породицама и заједницом при спровођењу здравствене заштите и у оквиру тога повезивање са свим оним чиниоцима који доприносе социоекономском развоју друштва, чиме здравствена заштита подупире развој;
- спровођење дијагностике, лечења и рехабилитације;
- брзо и ефикасно интервенисање у ургентним стањима;
- евалуација здравственог стања становништва.

## Историја
Зачеци организоване здравствене заштите становништва у данашњој општини Беочин датирају у 19. веку, али и раније, када су у манастирин Беочин и Раковац почеле да се у оквиру манстирексе медицине пружају здравствене услуге и примају пацијенти на лечење. Монаси из околних села долазили су монасима по медицинску помоћ и лекове.
Између Првог и Другог светског рата у оквиру Фабрике цемента Беочин основана је Општа болница са 30 постеља, операционом салом и стоматолошком клиником. У том раздобљу у Беочину је радило и неколико приватних ординације које су пружале здравствену заштиту становницима Беочина и околних насеља.
После Другог светског рата у оквиру фабрике цемента основана је државна апотека, стоматолошка ординација, лабораторија, женска и мушка болница и служба општа пракса, у објекту који је претходно одузет од власника цеметаре.
Као филијала новосадског Дома здравља, 1945. године, отворена је у данашњој згради полиције, здравствена амбуланта.
На иницијативу беочинског лекара др Густава Ивковића, 1955. године у Беочину је основано породилиште у којем је радило за ту намену школовано особље.
У просторијама конака манастира Беочин радила је болница за плућне болести, која је углавном омогућавала лечење и физички опоравак оболелих од туберкулозе.
Одлуком Народног одбора општине Беочин од 26. новембра 1962. године основан је Јавни здравствени центар Беочин, као претеча данашњег Дома здравља, а убрзо је основана и Народна апотека као друга здравствена установа у Општини Беочин.
Удруживањем здравствених установа у Беочину догодило се 1. јануара 1985. године, када је основана здравствена радна организација под називом Здравствени центар Беочин.
Након доношења Закона о здравственој заштити 1991. године, рад Дома здравља био је усклађен са одредбама тог закона. Исте године Дом здравља је променио дотадашњи назив у Дом здравља „Др Душан Савић Дода“ Беочин.

## Мисија и визија
Мисија сталног унапређења квалитета је да промовише значај безбедне и квалитетне здравствене заштите и омогући стварање услова за обуку здравствених радника и здравствених сарадника у здравственим установама, као и информисање јавности о значају и резултатима сталног унапређења квалитета у циљу очувања и унапређења здравља и бољег квалитета живота становника Републике Србије. 
Визија сталног унапређења квалитета је достизање безбедне и сигурне здравствене заштите коју заједничким напорима развијају сви кључни актери у здравственом систему у интересу корисника. Здравствена заштита заснована је на најбољим доказима из праксе и истраживања, и у складу је са највишим професионалним и етичким стандардима.

## Организација

### Службе
Ради ефикаснијег и рационалнијег обављања делатности и контроле стручног рада у Дому здравља Бечеј, раде следеће организационе јединице у складу са Правилником о условима и начину унутрашње организације здравствених установа::

#### Служба опште медицине, са хитном медицинском негом и кућним лечењем
Служба опште медицине, са хитном медицинском негом и кућним лечењем, у свом саставу има:
Одељење опште медицине са кућним лечењем
Служба опште медицине је организациона јединица за здравствену заштиту одраслих у чијем склопу се налази 5 здравствених станица и амбуланти, у околним насељима.
Службе опште медицине има тадатак да пружа куративне и превентивне услуге у циљу унапређења здравља становништва. У оквиру службе ради Центар за превенцију и Саветовалиште за дијабетес.
Служба кућног лечења,  има за циљ обезбеђивање здравствених и других услуга у кући, оболелим и инвалидним лицима којима није неопходан смештај у институцијама. Здравствене услуге се овде веома широко посматрају као медицинске услуге које пружа лекар али и све остале услуге важне за здравље, као што су рехабилитација, исхрана, одржавање хигијене, куповина и набавка, слање поште, грађевинске подобности, транспорт и слично.
Одељење за хитне случајеве
Одељење за хитне случајеве састоји се од лекарских екипа које покривају целу територију Града Бечеја. Здравствену заштиту указује свим старосним структурама становништва. Лекарску екипу чини један лекар, један медицински техничар и један возач у смени од 12 часова. Једна екипа је стално присутна у амбуланти Службе хитне медицинске помоћи, а друга екипа излази на терен. Постоје и екипе санитетског превоза за Нови Сад и за друге болничке центре ван територије града. Њих чине по један медицински техничар и возач.

### Служба за здравствену заштиту деце и жена са поливалентним патронатом
Одељење за здравствену заштиту деце
У одељењу се поред лечења оболеле деце, врши континуирано праћење њиховог раста и развоја од рођења до поласка у школу. Поред тога обављају се систематски прегледи и вакцинација по програму за имунизацију. Рад у Дечјем диспанзеру се може поделити на две целине: рад са болесном децом и рад са здравом децом.  
Одељење за здравствену заштиту жена
Ово одељење  пружа примарну здравствену заштиту женама свих генеративних доба. Своју делатност обавља путем превентивног и куративног рада, кроз рану дијагностику, терапију, континуирани здравствено васпитни рад, рад на планирању породице. Здравствено васпитни рад се одвија кроз Саветовалиште за труднице, Школу родитељства, Саветовалишта за контрацепцију и Саветовалишта за младе. 
Одељење за поливалентну патронажу
Рад Одељења поливалентне патронаже одвија се у породици и локалној заједници. Бавећи се пословима превентиве, патронажна сестра ове службе има разне задатке у породици, али је и учесница у готово свим специфичним превентивним програмима здравствене заштите у локалној заједници. Поливалентна патронажа представља непосредну везу становништва не само са системом здравствене заштите, већ и социјалне заштите као и другим службама у локалној заједници (хуманитарним организацијама, невладиним организацијама итд.).

### Служба стоматолошке здравствене заштите
Стоматолошка служба пружа услуге превенције, прегледа и лечења болести уста и зуба савременим методама лечења и новим материјалима. У оквиру службе обезбеђују се прегледи и лечење болести уста и зуба код деце до навршених 18 година живота, израда покретних ортодонтских апарата за неправилности зуба и вилица, хитна стоматолошка заштита за одрасле, прегледи и лечење зуба пре трансплантације бубрега односно операције на срцу, преоперативни и постоперативни третман малигних болести максилофацијалног предела, као и израда акрилатних тоталних и парцијалних протеза код пацијената старијих од 65 година.
У свом саставу ова служба има:
- Две амбуланте опште стоматологије у Беочину
- Стоматолошка техника у Беочину
- Амбуланта дечије стоматологију у Основној школи „Јован Грчић - Миленко“ Беочин
- Амбуланта стоматолошке заштите Черевић и Сусек

### Служба за лабораторијску дијагностику
Служба лабораторијске дијагностике своје активности обавља у седишту Дома здравља у Беочину.

### Служба за физикалну медицину и рехабилитацију и специјалистичко консултативну делатност
Одељење физикалне медицине и рехабилитације
Одељење физикалне медицине и рехабилитације, у оквиру своје делатности у примарном нивоу здравствене заштите пружа комплетну и адекватну помоћ у збрињавању свих патолошких стања из области: реуматологије, неурологије, ортопедије, трауматологије, педијатрије и спортске медицине. Поред лечења, служба се бави превенцијом, као и едукацијом стручног кадра.
- Одељење радиолошке дијагностике
- Одељења пнеумофтизиолошке заштите
- Одељење интерне медицине

### Служба за фармацеутску здравственеу делатност - Апотека
Фармацеутска здравствена делатност се у Дому здравља искључиво обавља преко службе за снабдевање лековима. Носиоци те службе су дипломирани фармацеути и фармацеутски техничари. Служба врши набавку лекова, санитетског материјала, потребних реагенаса и галеничких припрема. Набављени лекови и остали потрошни материјал се уз упутства и савет за њихову употребу издају на основу требовања појединих служби.

### Служба за правне, економске, финансијске, техничке и друге послове
Одељење за правне и економске и финансијске послове
Правна служба припрема план рада и извештаје о раду службе по прописаној методологији и утврђеним роковима. У оквиру службе врши се проучавање и примена закона и других важећих прописа и аката из правне области. Такође, раде се преднацрти, нацрти и предлози општих аката. Заступа Дом здравља и даје правне савете из правне области.
Финансијска служба у погледу делокруга рада уређује: књиговодствену евиденцију пословних промена насталих у периоду пословне године, послове финансијске оперативе, послове набавке и послове у вези плана и анализе.
Одељење за транспорт, техничко одржавање и одржавање хигијене
Техничка служба Дома здравља врши све послове у оквиру текућег одржавање немедицинске опреме (одржавање електричних инсталација, одржавање водоводне и канализационе мреже, одржавање унутрашње и спољашње столарије, кречење просторија, зидарско керамичке радове, одржавање система грејања и одржавање котларница и браварске послове) у свим објектима Дома здравља. Такође обављају се и радови на инвестиционом одржавању и одржавању медицинске опреме.

### Амбуланта за медицину рада
Амбуланта Медицине рада  која ради у Амбуланти Lafarge   бави се превентивно – куративним здравственим радом.  У оквиру ове амбуланте се обављају следеће услуге: претходни прегледи за запошљавање, периодични прегледи, прегледи возача и систематски прегледи запослених.

## Кадровска структура
Дом здравља „Др Душан Савић Дода"  има 93 запослена радника од чега су:
- 73 медицински радници  (10 лекаре специјалисте, 13 лекаре опште медицине, 4 доктора стоматологије и 1 дипломирани фармацеут) и 45  здравствених радника (више и средње стручне спреме).
- 20 немедицински  радници (високе, средње и ниже стручне спреме).